# Muckle Roe
Pour les articles homonymes, voir Muckle et Roe.
Muckle Roe est une île des Shetland.